# Blandine Nyeh Ngiri
Pour les articles homonymes, voir Ngiri.
Blandine Nyeh Ngiri, née le 7 décembre 1996, est une lutteuse camerounaise.

## Carrière
Médaillée de bronze dans la catégorie des moins de 68 kg aux Jeux africains de 2019, elle est médaillée d'argent dans la catégorie des moins de 65 kg aux Jeux de la Francophonie de 2023 à Kinshasa.
En mars 2024, elle est médaillée d'argent dans la catégorie des moins de 62 kg aux Jeux africains à Accra.